# Конкордия (Магдалена)
Конкордия (исп. Concordia) — город и муниципалитет на севере Колумбии, на территории департамента Магдалена.

## История
Поселение, из которого позднее вырос город, было основано в 1784 году. Муниципалитет Конкордия был образован в 1999 году, будучи выделенным из частей территорий муниципалитетов Серра-Сан-Антонио и Педраса.

## Географическое положение

Муниципалитет Конкордия

Город расположен в западной части департамента, на восточном берегу озера Серро-де-Сан-Антонио, на расстоянии приблизительно 127 километров к юго-западу от Санта-Марты, административного центра департамента Магдалена. Абсолютная высота — 18 метров над уровнем моря.

Муниципалитет Конкордия граничит на севере и западе с муниципалитетом Серро-Сан-Антонио, на юге и юго-востоке — с муниципалитетом Педраса, на востоке— с муниципалитетом Сапаян. Площадь муниципалитета составляет 111 км².

## Население
По данным Национального административного департамента статистики Колумбии, совокупная численность населения города и муниципалитета в 2015 году составляла 9388 человек.
Динамика численности населения муниципалитета по годам:
| 2005   | 2006   | 2007   | 2008 | 2009 | 2010 | 2011 | 2012 | 2013 | 2014 |
| ------ | ------ | ------ | ---- | ---- | ---- | ---- | ---- | ---- | ---- |
| 10 244 | 10 129 | 10 020 | 9917 | 9822 | 9733 | 9651 | 9575 | 9506 | 9443 |

Согласно данным переписи 2005 года мужчины составляли 53,3 % от населения Конкордии, женщины — соответственно 46,7 %. В расовом отношении белые и метисы составляли 98,5 % от населения города; негры, мулаты и райсальцы — 1,5 %.
Уровень грамотности среди всего населения составлял 72,7 %.

## Экономика
Основу экономики Конкордии составляет сельскохозяйственное производство.

60 % от общего числа городских и муниципальных предприятий составляют предприятия торговой сферы, 27,2 % — предприятия сферы обслуживания, 12,8 % — промышленные предприятия.